# Бобковіт
Бобковіт (рос. бобковит; англ. bobkovite; нім. Bobkovit) — алюмініїсто-лужний опал.

## Загальний опис
Хімічна формула: (К, Са, Mg, Fe)0,5(Si29Al)O60. Склад у %: K2O — 0,28; CaO — 0,37; MgO — 0,26; Fe2O3 — 0,54; SiO2 — 89,2; Al2O3 — 2,87; H2O — 3,24.
Колір сірувато-білий. При висиханні розтріскується і стає білим, непрозорим.
Густина 2,238.
Зустрічається в порожнинах вилуговування карбонатних порід.